# Tulipan (broń)

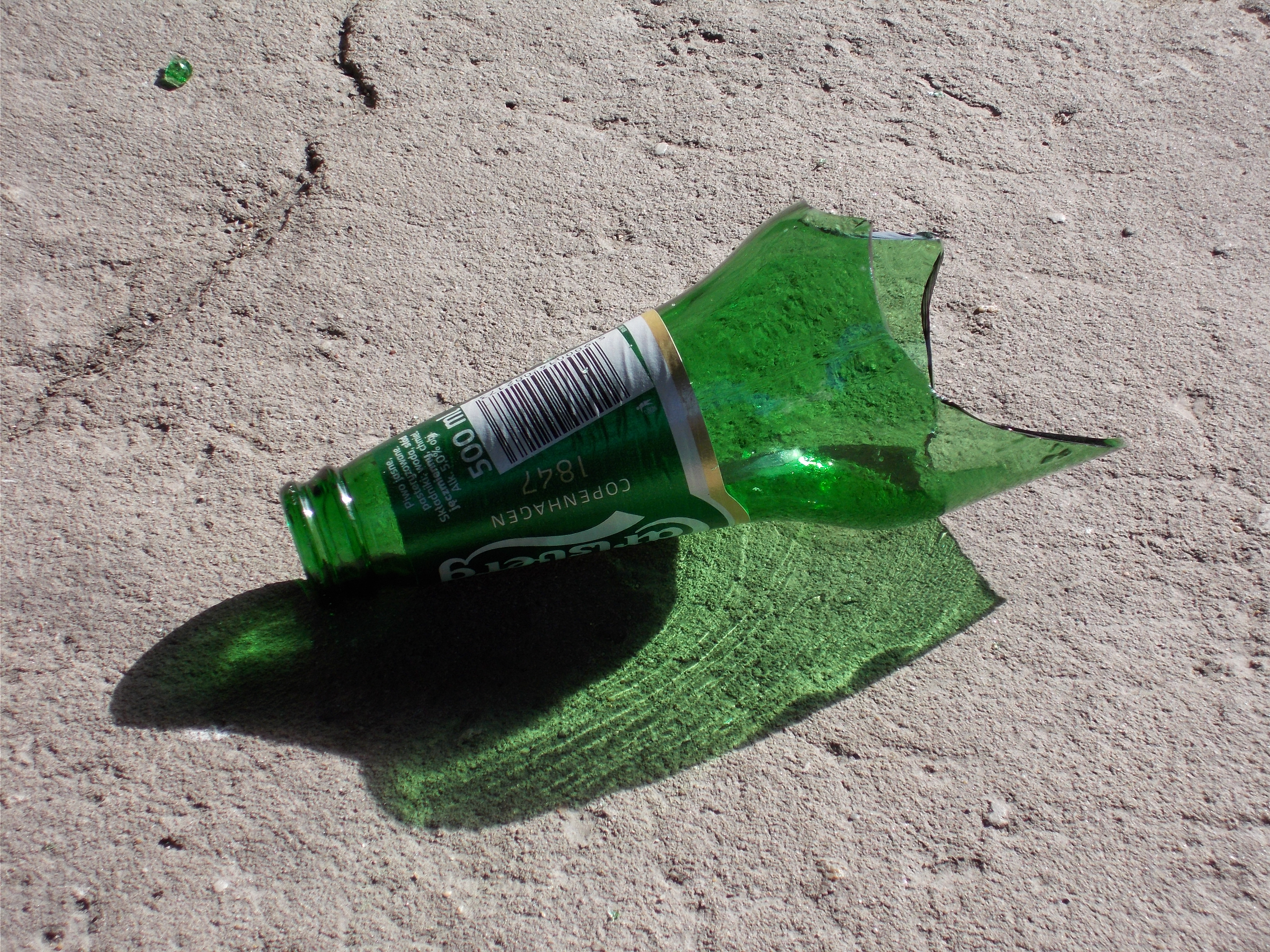
Tulipan z półlitrowej butelki piwa Carlsberg

Tulipan – rodzaj improwizowanej broni białej, w postaci szyjki rozbitej szklanej butelki (rzadziej jej dna) o ostrych krawędziach. Ze względu na swoją specyfikę jest zwykle używana w bójkach ulicznych i barowych, często po spożyciu alkoholu, ale może być również wykorzystywana w innych przypadkach, gdyż jest to broń łatwo dostępna, której nie można zakazać.

## Opis
Wykonanie tulipana polega na przypadkowym lub celowym rozbiciu o twardy przedmiot szklanej butelki trzymanej najczęściej za szyjkę. Tulipan może spowodować poważne obrażenia, zarówno ze względu na ostrość rozbitego szkła, jak i obecność kilku krawędzi tnących po jednej stronie. Rany zadawane przez tulipana nie są groźne, o ile nie powodują silnego krwawienia. Zdarza się, że krawędzie tulipana odłamują się, pozostawiając w ranie odłamki szkła.
Ze względu na łatwość pozyskania oraz powszechność szklanych butelek, tulipan jest popularną bronią służącą do samoobrony bo można blokować nim ciosy nożem. Skuteczność obrony taką bronią często zależy od użytego „surowca”: grubościenne butelki (na przykład z szampana) mają długie i mocne krawędzie, cienkościenne (na przykład z piwa lub wódki) gładkie krawędzie.